# Фукс, Богуслав
Богуслав Фукс (чеш. Bohuslav Fuchs; 24 марта 1895[…], Вшеховице — 18 сентября 1972[…], Брно[…]) — чешский архитектор-модернист, урбанист и теоретик архитектуры. Оказал большое влияние на развитие чешской архитектуры XX века.

## Биография

### Детство и юность 1895-1910
Богуслав Фукс родился во Вшеховице в Центральной Моравии (Границе-на-Мораве), отдаленной деревне. Его отец, Августин Фукс, владел магазином на площади рядом с церковью.
Он был наделен прирождённым талантом к архитектуре. Фукс обладал художественным чутьем, исключительным пространственным воображением и чувством гармонии.  Его творческие задатки начали проявляться во время обучения в гимназии, в Голешове, где он издавал студенческий журнал.

### Обучение 1910-1919
В 1910 году Фукс поступает в Среднюю промышленную школу строительства в г. Брно, где изучает кирпичную кладку.
В 1916—1919 учился в Академии изобразительных искусств у Яна Котеры.

### Возвращение в Брно
С 1922 года жил в Брно. С 1925 г. — главный архитектор Брно. В конце 1920-х основал собственную архитектурную студию.
В 1948—1958 гг. преподавал в Техническом университете в Брно.

### Гонение
Если в первые послевоенные годы перед Фуксом открылась творческая перспектива, и после 1945 года его,  призвали профессором архитектуры в Брненский технический университет, то после прихода коммунистического режима его положение в преподавании и профессии стало шатким. Государственные заказы сократились, что усилилось после 1949 года. Частная клиентура мелких строителей  моравской деревни была уничтожена в начале пятидесятых годов во время коллективизации. В то время как Фукс продолжал быть профессором и даже деканом, его работа в университете была сокращена и саботирована. Она была предметом зависти и интриг со стороны более молодых коллег, которые мастерски использовали политические события в недемократических условиях. В конечном итоге Фукс был осужден в 1958 году за деятельность в теневой экономике.
Богуслав Фукс умер 27 сентября 1972 года в основном из-за последствий многочисленных внутренних травм, полученных в автокатастрофе по дороге в Прагу в 1970 году.

## Галерея
- Отель Avion в Брно.
- Здание Моравского банка в Брно.